# OpenCandy
OpenCandy – wydany przez SweetLab, Inc., wykorzystujący biblioteki Microsoft Windows moduł oprogramowania, umożliwiający twórcom programów reklamę innych produktów podczas procesu instalacji. Po włączeniu programu instalacyjnego zawierającego bibliotekę OpenCandy, następuje próba połączenia z serwerem zawierającym listę aplikacji producenta. Jeśli jest udana, instalator po przeskanowaniu systemu i na podstawie geolokalizacji proponuje do zainstalowania dodatkowy program.
Oprogramowanie było pierwotnie rozwijane przez CEO Darrius Thompson do wykorzystania przy instalacji DivX. Podczas instalacji użytkownikowi była proponowana opcjonalna instalacja Yahoo! Toolbar, za co DivX, po przekroczeniu 250 milionów pobrań w przeciągu pierwszych dziewięciu miesięcy 2008 roku, otrzymał od Yahoo! i innych twórców oprogramowania 15.7 milionów dolarów.
OpenCandy bez pytania użytkownika o zgodę, ani nawet powiadamiania go:
- gromadzi i przesyła firmom trzecim rozmaite informacje o systemie i o nawykach internetowych użytkownika
- instaluje dodatkowe paski narzędzi w przeglądarce internetowej
- zmienia stronę domową w przeglądarce
- podmienia tło pulpitu

OpenCandy – jako system – został zamknięty w czerwcu 2016.